# Route der Industriekultur – Geschichte und Gegenwart der Ruhr

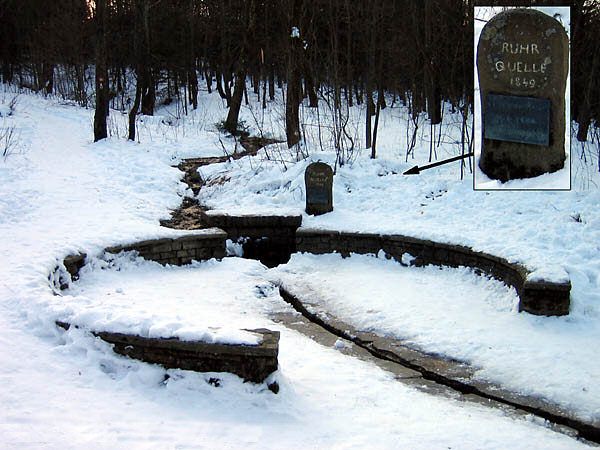
Ruhrquelle am Ruhrkopf

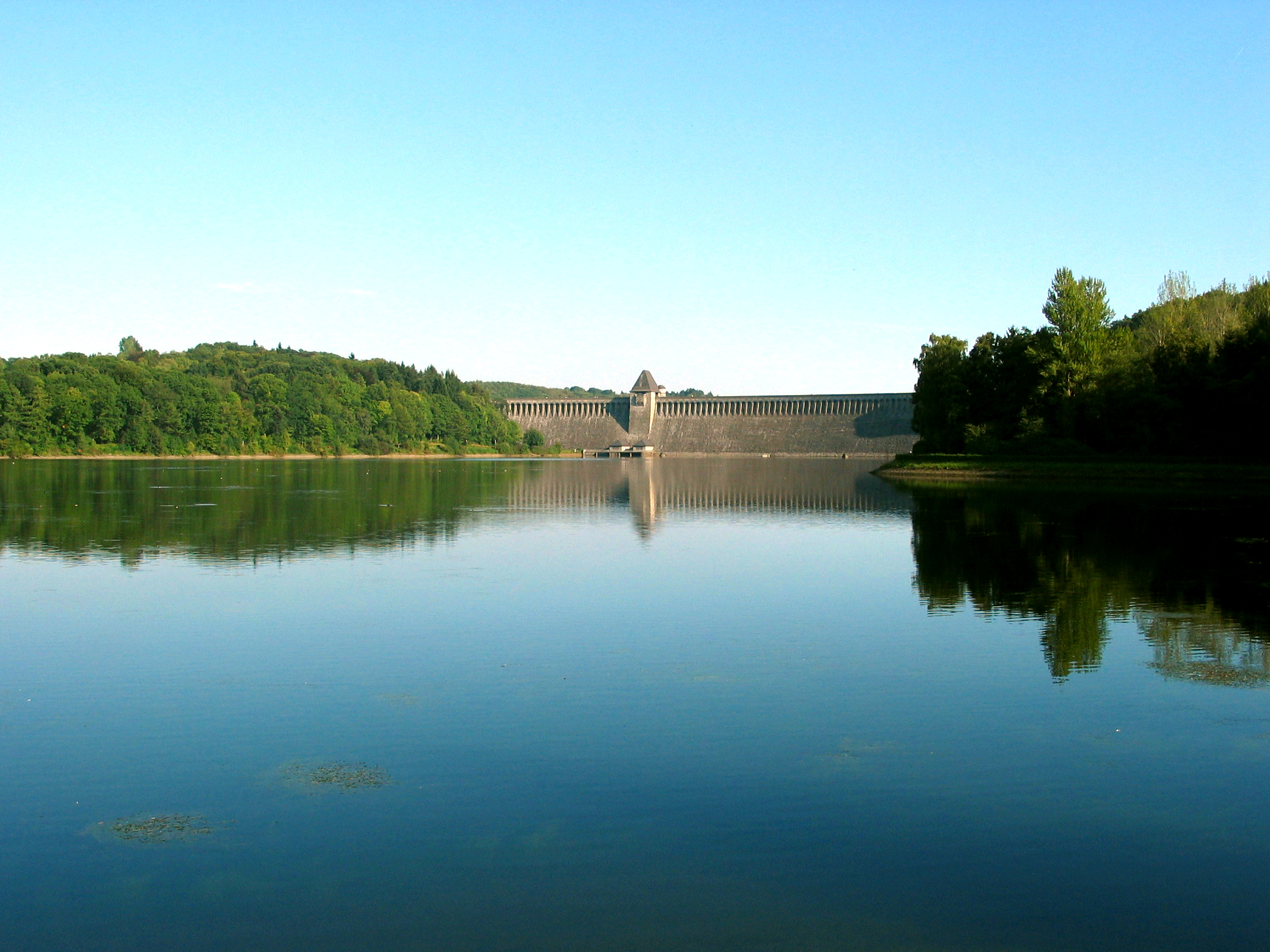
Möhnesee

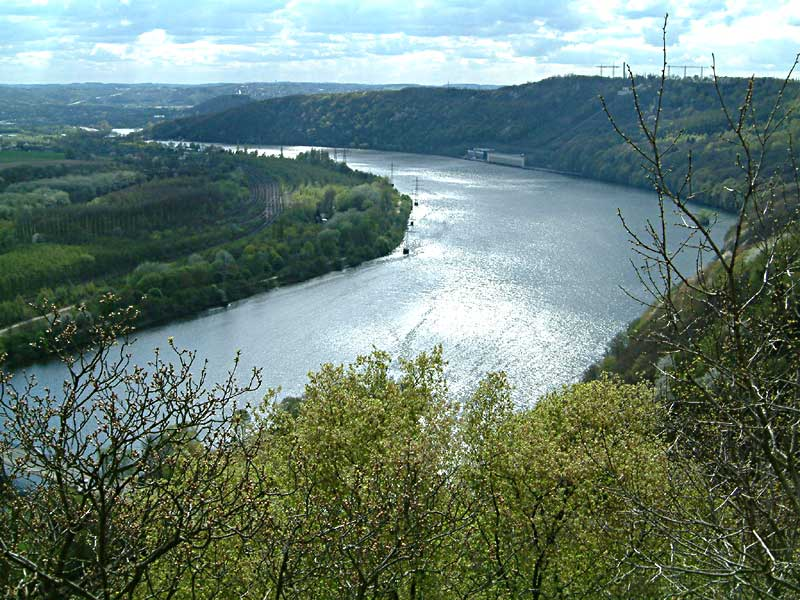
Hengsteysee

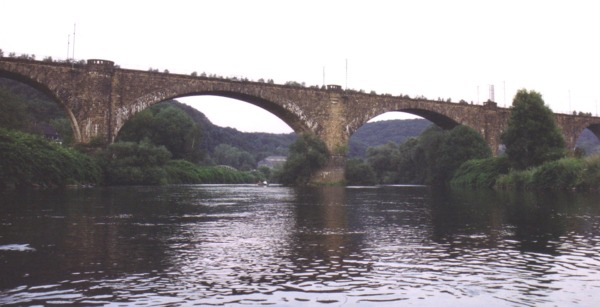
Ruhr-Viadukt

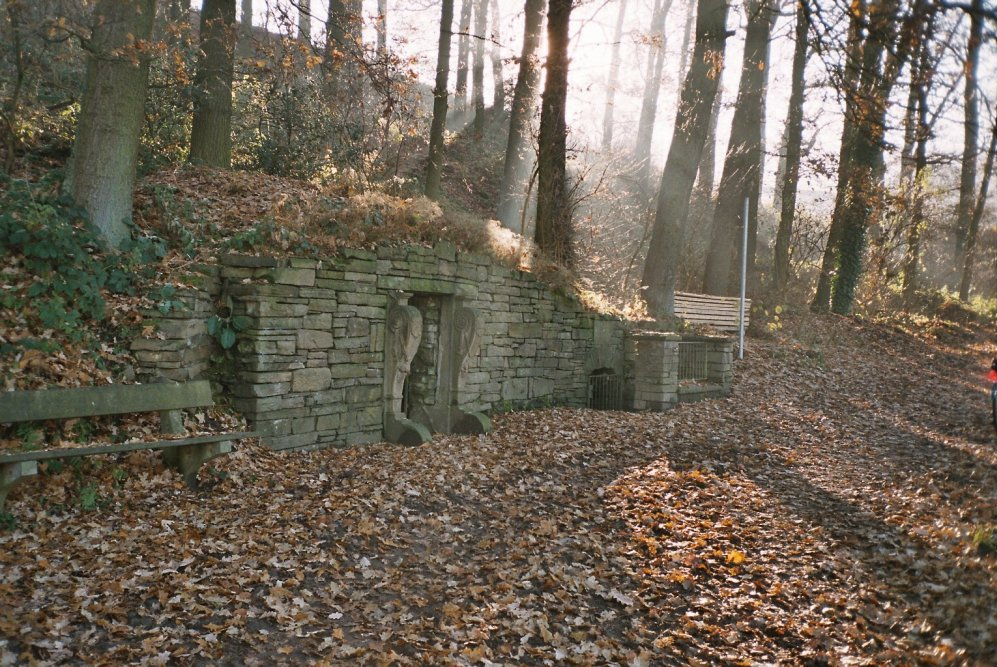
Schlebuscher Erbstollen

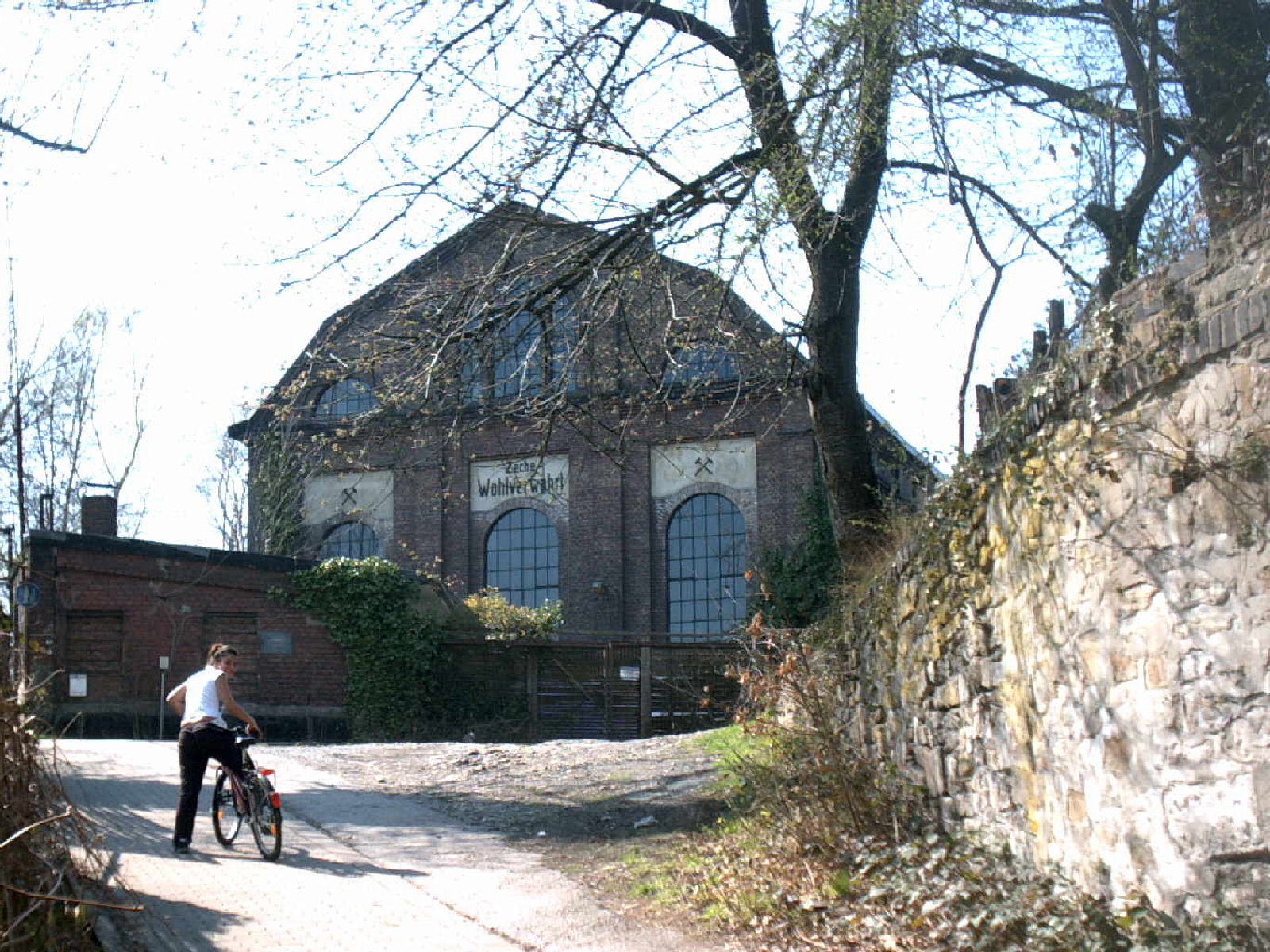
Zeche Wohlverwahrt

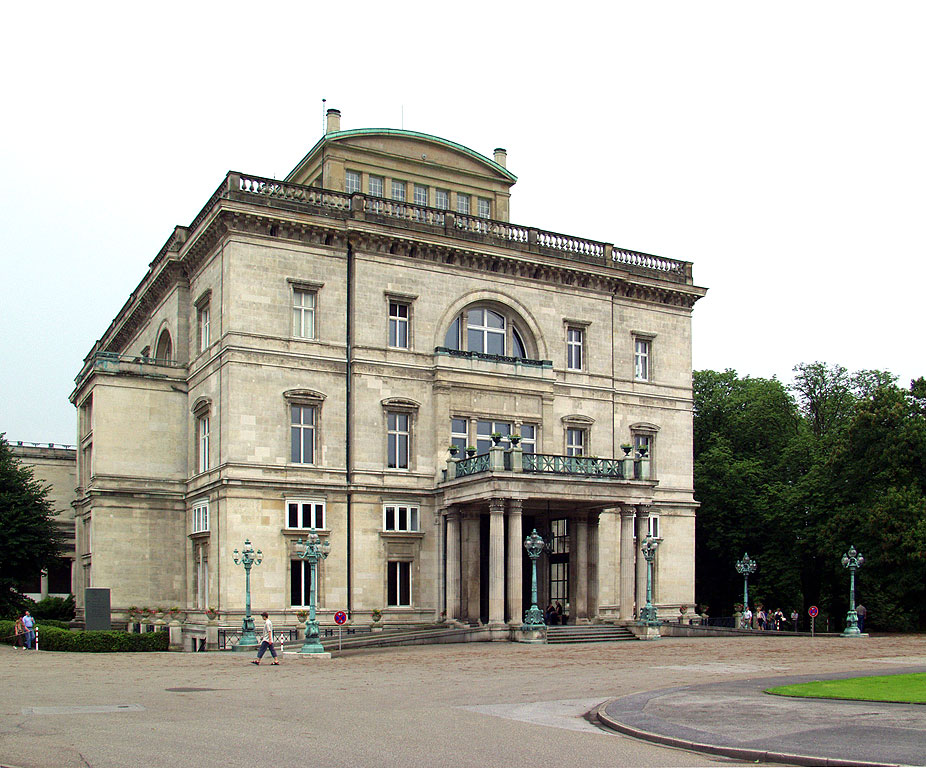
Villa Hügel

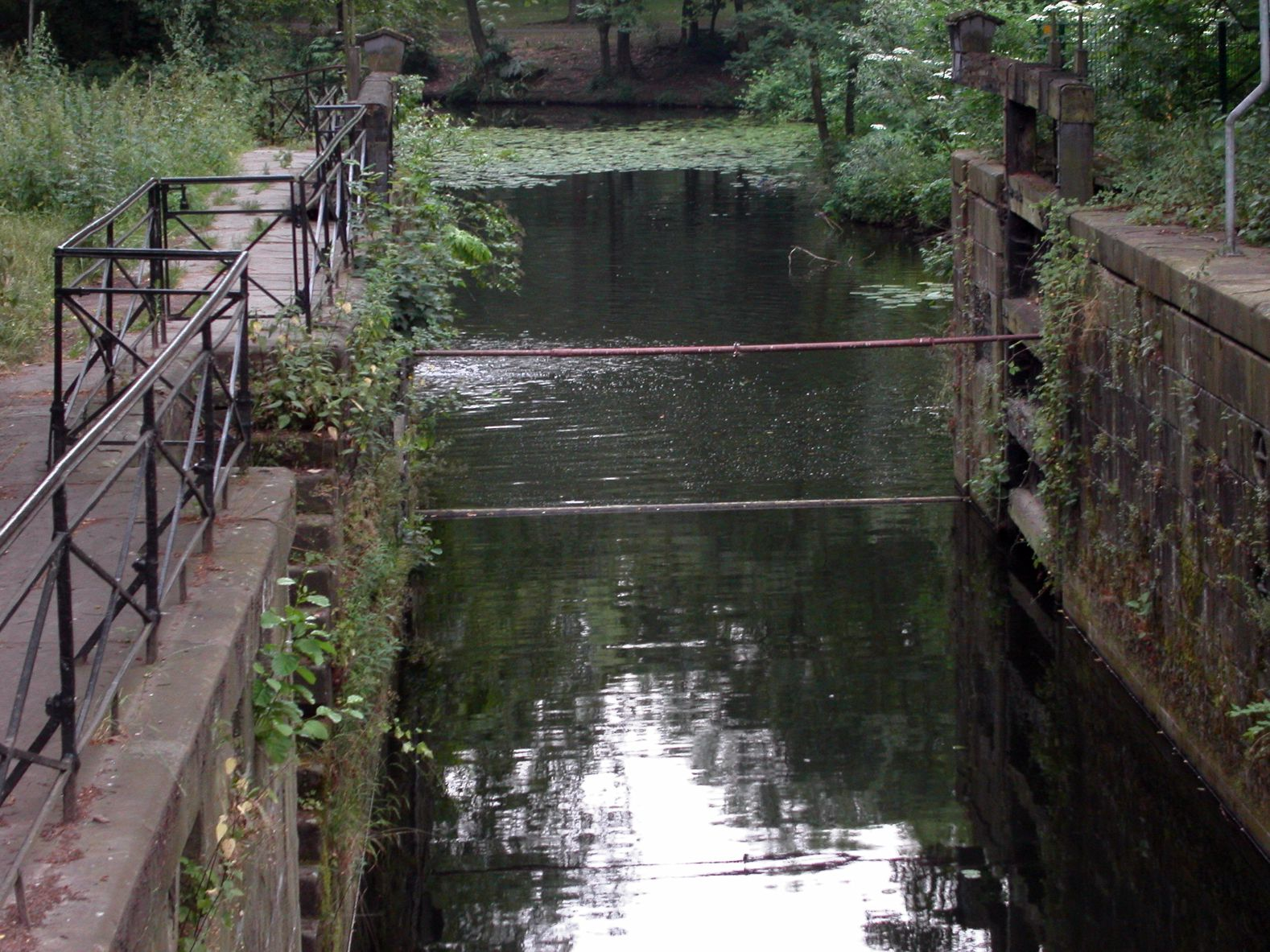
Neukircher Schleuse

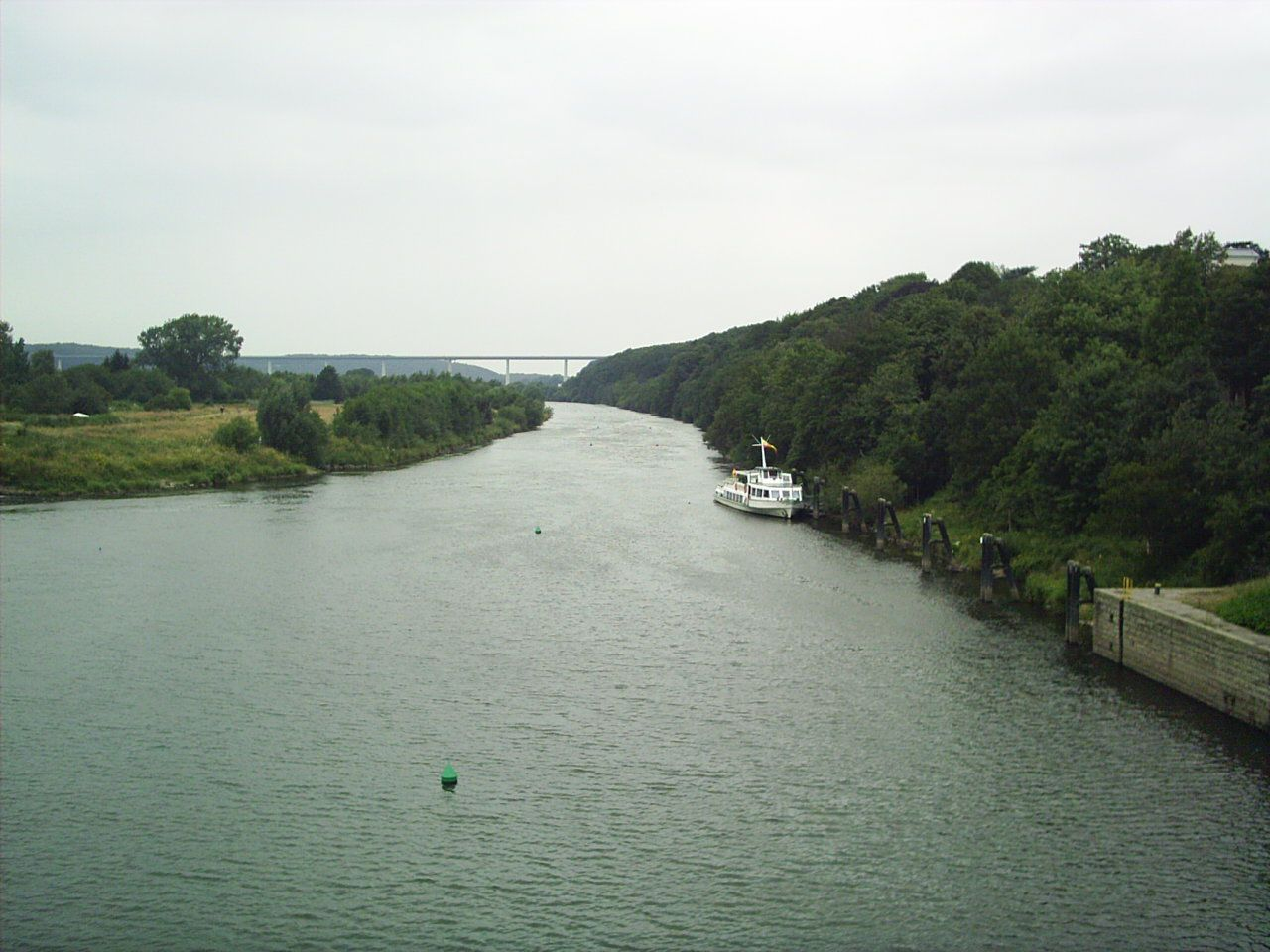
Kettwiger See

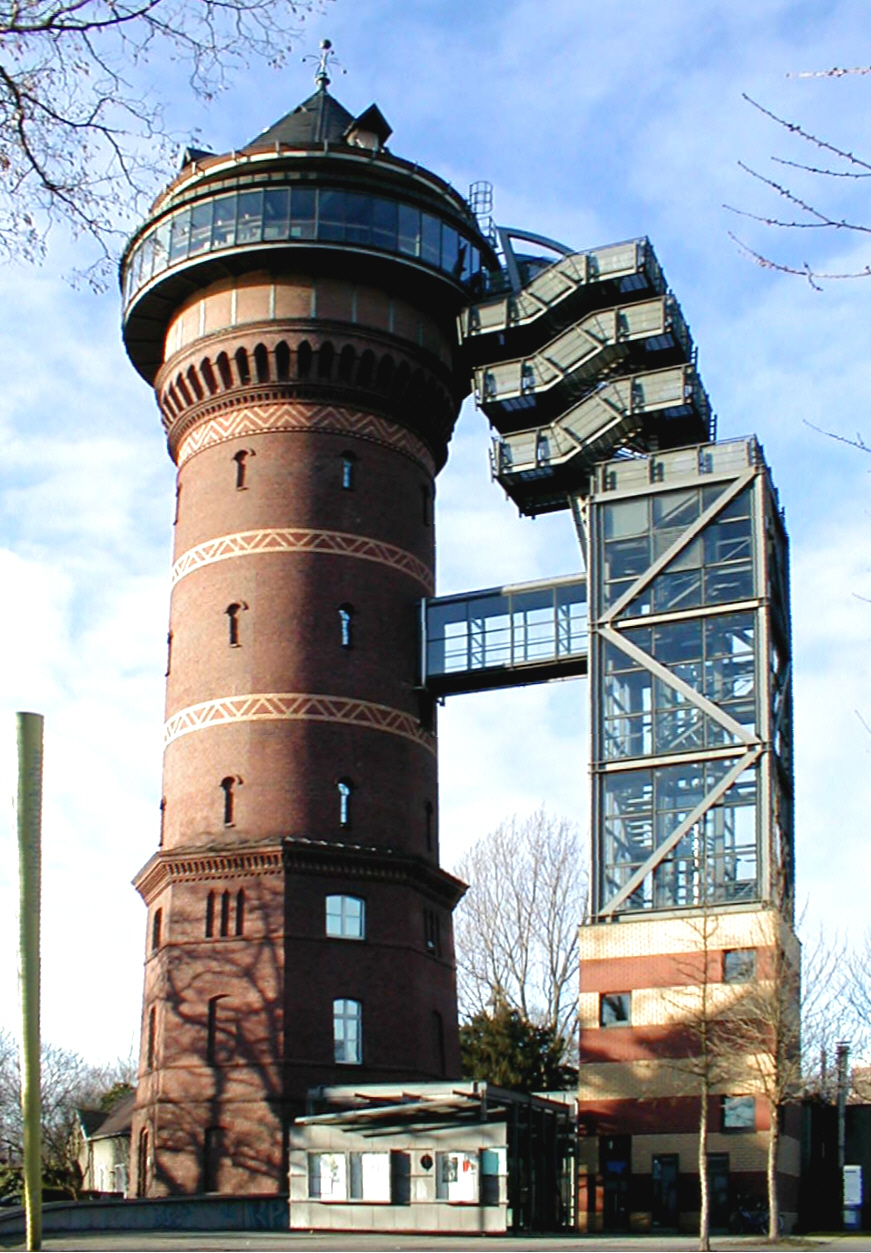
Aquarius Wassermuseum

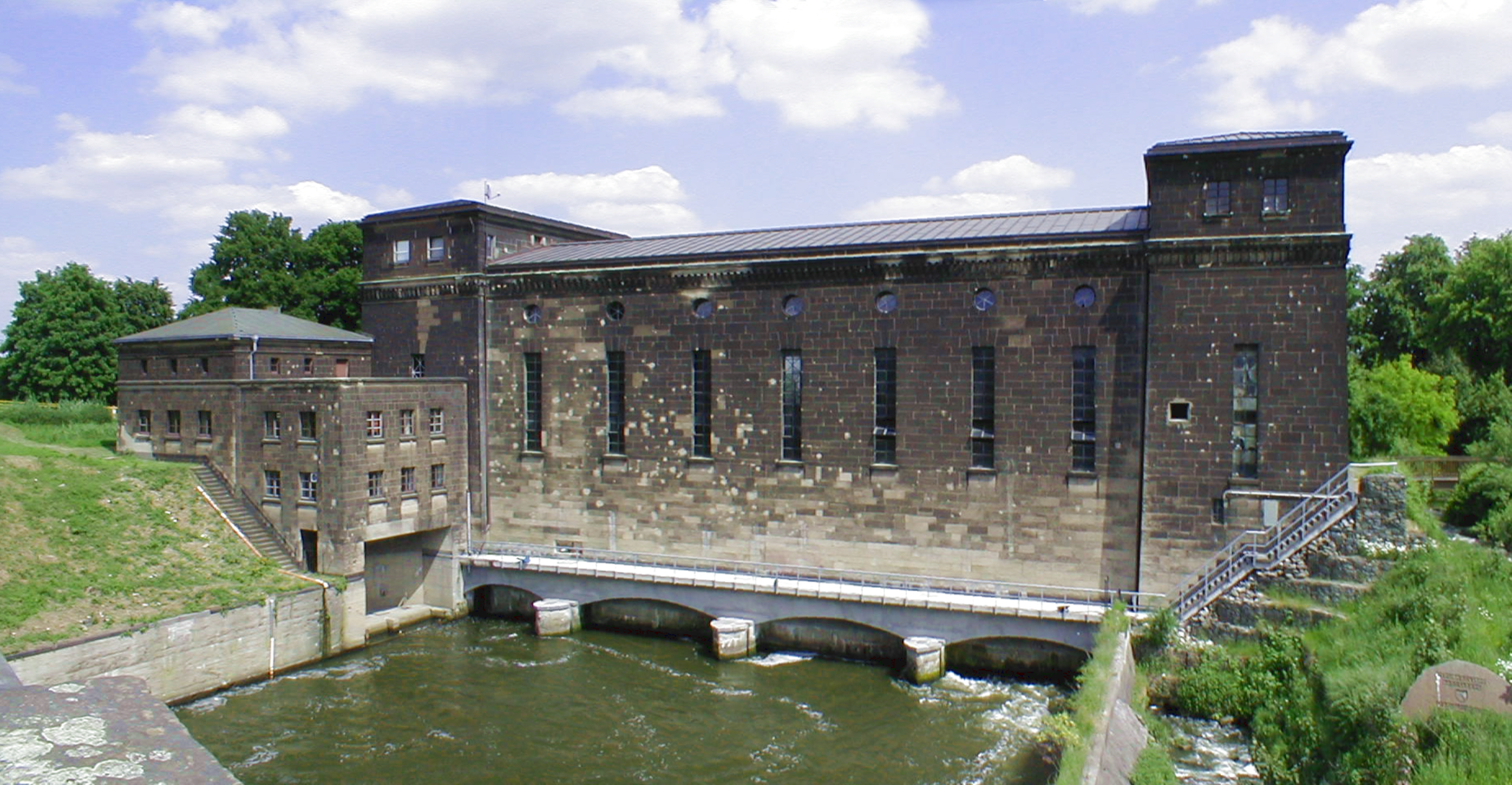
Wasserkraftwerk Raffelberg

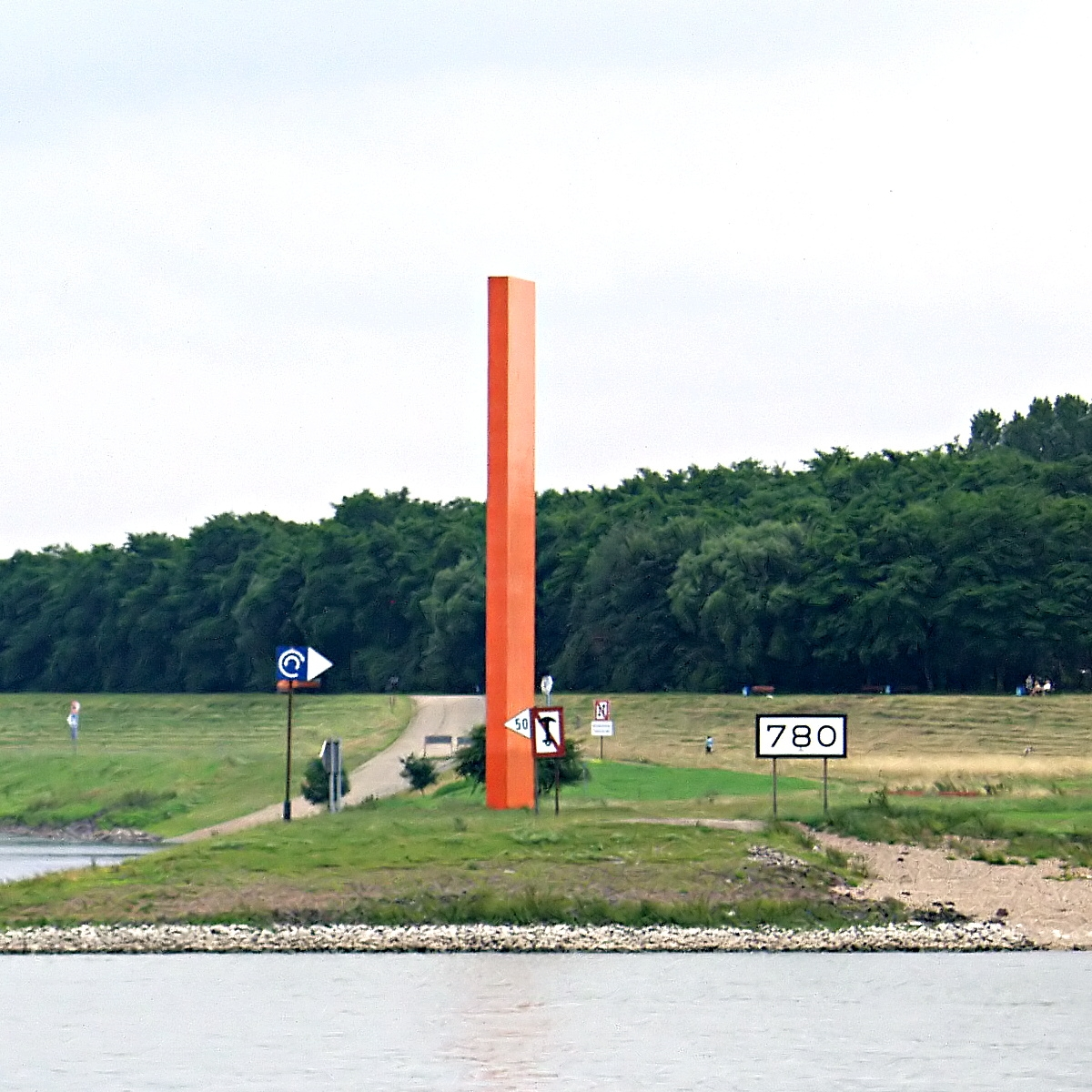
Die Skulptur Rheinorange

Geschichte und Gegenwart der Ruhr ist der Name der Themenroute 12 der Route der Industriekultur. Sie beschäftigt sich mit der Ruhr, ihrer Funktion für die Wasser- und Energiewirtschaft, als Verkehrsweg für die Schifffahrt und für die Eisenbahn, als Ausgangspunkt für die Industrialisierung und ihrer Nutzung als Naherholungsraum und Kulturlandschaft.  
Veränderungen an der Route durch den Betreiber Regionalverband Ruhr sind kursiv gekennzeichnet. Seit 2011 hat der RVR auch die Reihenfolge umgedreht, sie zählt seitdem von der Quelle bis zur Mündung. 2019 überarbeitete der Verband erneut die Route, sie enthält aktuell 103 Stationen. Autor ist Michael Clarke.

## Liste der Stationen
1. Ruhrquelle
2. Besucherbergwerk Ramsbeck (neu ab 2019)
3. Hennetalsperre (neu ab 2013)
4. Biggetalsperre
5. Möhnetalsperre
6. Sorpetalsperre (neu ab 2019)
7. Laufwasserkraftwerk Wickede
8. Laufwasserkraftwerk Warmen
9. Laufwasserkraftwerk Schwitten
10. Wasserwerk Warmen (neu ab 2019)
11. Obere Ruhrtalbahn
12. Kettenschmiedemuseum Fröndenberg
13. Informationszentrum aqua publik
14. Rohrmeisterei Schwerte
15. Ruhrflutbrücke Schwerte-Ergste
16. Pumpwerk Westhofen
17. Buschmühle (neu ab 2013)
18. Hohensyburg
19. Pumpspeicherkraftwerk Koepchenwerk
20. Hengsteysee
21. Energiewirtschaftlicher Wanderweg Herdecke (neu ab 2012)
22. Ruhrviadukt Herdecke
23. Burg Wetter
24. Kraftwerk Harkort
25. Gemeinschaftswasserwerk Volmarstein
26. Villa Bönnhoff, Wetter (neu ab 2012)
27. Haus Schede
28. Schlebuscher Erbstollen (neu ab 2012)
29. Wasserturm Bommerholz
30. Berger-Denkmal auf dem Hohenstein
31. Wasserkraftwerk Hohenstein
32. Ruhrviadukt Witten
33. Stahlhammer Bommern (neu im Jahr 2011)
34. Gruben- und Feldbahnmuseum Zeche Theresia
35. Zeche Nachtigall
36. Kohlenniederlage Nachtigall und Nachtigallbrücke (letztere neu ab 2019)
37. Villa Friedrich Lohmann sen. (neu ab 2019)
38. Villa Gustav Lohmann (neu ab 2019)
39. Villa Friedrich Lohmann jun. (neu ab 2019)
40. Villa Albert Lohmann (neu ab 2019)
41. Haus Berger (neu ab 2019)
42. Verbund-Wasserwerk Witten
43. Edelstahlwerk Witten
44. Ruhrschleuse Herbede
45. Privatbrennerei Sonnenschein
46. Edelstahlfabrik Lohmann
47. Kemnader See
48. Brückenwärterhaus und Lake-Brücke (neu ab 2019)
49. Schleuse Blankenstein und Wasserwerk Stiepel
50. Stanzwerk
51. Stadtmuseum Hattingen (neu)
52. Henrichshütte Hattingen
53. Ruhrtalbahn
54. Birschel-Mühle
55. Haus Weile und Gahlener Kohlenweg (beide neu ab 2019)
56. Leinpfad unterhalb des Isenbergs
57. Schwimmbrücke Dahlhausen
58. Schleuse Dahlhausen (neu ab 2013)
59. Bergbauwanderweg Dahlhausen
60. Eisenbahnmuseum Bochum
61. Bahnhof Dahlhausen (neu ab 2019)
62. Villa Vogelsang
63. Horster Mühle
64. Schleuse Horst
65. Zeche Wohlverwahrt
66. Holteyer Hafen
67. Dinnendahl‘sche Fabrik
68. Historische Kläranlage Rellinghausen
69. Zeche Heinrich
70. Bahnhof Kupferdreh und Museumsbahn Hespertalbahn
71. Kulturlandschaft Deilbachtal
72. Baldeneysee
73. Zeche Carl Funke
74. Villa Hügel
75. Villa Werden (neu ab 2019), heute eine Wohnanlage in der ehemaligen Tuchfabrik Gebr. Feulgen
76. Neukircher Schleuse
77. Abtei Werden
78. Papiermühlenschleuse Werden
79. Kettwiger Stausee
80. Laufwasserkraftwerk und Schleuse Kettwig
81. Scheidt‘sche Hallen (neu ab 2019), Teil der Tuchfabrik Scheidt
82. Eisenbahnbrücke Kettwig
83. Schloss Landsberg
84. Kloster Saarn
85. Leder- und Gerbermuseum in der Lederfabrik Abel
86. Villa Joseph Thyssen
87. Textilfabrik J. Caspar Troost
88. Ruhrschleuse Mülheim (neu ab 2019) und Wasserbahnhof Mülheim
89. Laufwasserkraftwerk Kahlenberg
90. RWW-Hauptverwaltung
91. Stadt-Viadukt und Ruhrbrücke Mülheim
92. Ringlokschuppen und Camera Obscura
93. Mannesmannröhren-Werke
94. Friedrich Wilhelms-Hütte
95. Aquarius Wassermuseum
96. Rhein-Ruhr-Hafen Mülheim
97. Wasserkraftwerk Raffelberg
98. Solbad Raffelberg
99. Ruhrschleuse Duisburg und Ruhrwehr Duisburg
100. Innenhafen Duisburg (neu ab 2019)
101. Museum der Deutschen Binnenschifffahrt
102. Haniel Museum
103. Rheinorange

Symbole der Route der Industriekultur: Besucherzentrum  Ankerpunkt  Panorama  Siedlung 

## Ehemalige Stationen
Seit der ersten Veröffentlichung der Route wurden folgende Stationen entfernt: 
- 2009: Hundebrücke und Deilthaler Eisenbahn
- 2011: Altes Wasserwerk Horlecke, Wasserwerk Halingen, Cuno-Kraftwerk, Verbund-Wasserwerk Witten, Schleusenhaus Spillenburg, Wasserwerk der Stadtwerke Essen, Wasserwerk Dohne, Rückpumpwerk Kahlenberg, Naturlehrpfad längs der Ruhr, Ruhrwasserwerk Styrum-Ost, Klärwerk Kasslerfeld
- 2019: Lederfabrik Lindgens, Haus Ruhrnatur